# JaKarr Sampson
JaKarr Sampson (ur. 20 marca 1993 w Cleveland) – amerykański koszykarz występujący na pozycji niskiego skrzydłowego, obecnie zawodnik Virtusu Bolonia.
18 stycznia 2016 został zwolniony przez Philadelphia 76ers. Cztery dni później podpisał umowę z klubem Denver Nuggets.
29 lipca 2017 podpisał umowę z Sacramento Kings, na występy zarówno w Sacramento, jak i zespole G-League – Reno Bighorns. 24 września 2018 podpisał umowę z Chicago Bulls na okres obozu szkoleniowego. 12 października został zwolniony.
31 marca 2019 zawarł 10-dniową umowę z Chicago Bulls. 2 sierpnia został zawodnikiem Indiany Pacers. Po zakończeniu sezonu 2020/2021 został wolnym agentem.
27 września 2021 dołączył do włoskiego Virtusu Bolonia.

## Osiągnięcia
Stan na 6 października 2021, na podstawie, i ole nie zaznaczono inaczej.
NCAA
- Debiutant roku konferencji Big East (2013)[11]
- Zaliczony do:
  - I składu debiutantów Big East (2013)
  - składu All-Big East Honorable Mention (2013)

D-League
- Uczestnik meczu gwiazd D-League (2017)[12]